# 박용규 (언론학자)
박용규(朴用圭, 1963년 7월 30일~)는 언론학 박사 출신으로, 대한민국의 언론학자 및 대학 교수 겸 언론학 교육인이다. 한국언론재단 연구위원·강원언론학회 회장 등을 역임했던 그는, 2001년 8월부터 상지대학교 언론광고학부 교수 직으로, 현재에까지 이르고 있다.
매스 커뮤니케이션-저널리즘-언론 매체 정보과학 분야 등을 전공하여 언론학 박사 학위를 취득한 이인 그는, 1994년 8월부터 강원대학교 신문방송학과 교수 겸 서울대학교 언론정보학과 객원교수·연세대학교 신문방송학과 객원교수·경북대학교 신문방송학과 객원교수를 지내다가, 2001년 8월부터 지금까지 상지대학교 언론광고학부 교수를 지내고 있다. 그 이외에도 한국언론재단 연구위원·강원언론학회 회장 등을 지냈다.

## 주요 이력

### 경력
- 강원대학교 신문방송학과 교수(1994.08.~2001.08.)
- 서울대학교 언론정보학과 객원교수(1995.02.~1995.08.)
- 연세대학교 신문방송학과 객원교수(1996.02.~1996.08.)
- 경북대학교 신문방송학과 객원교수(1997.02.~1997.08.)
- 한국언론재단 연구위원
- 상지대학교 언론광고학부 교수(2001.08.~현재)
- 상지대학교 인문사회대학장
- 강원언론학회장
- 한국언론정보학회장

### 학력
- 서울대학교 사회과학대학 신문학과 학사(1986년 2월)
- 서울대학교 대학원 신문학과 언론학 석사(1988년 2월)
- 서울대학교 대학원 신문학과 언론학[6] 박사(1994년 8월)

## 저서
- 《미디어 사회문화사》
- 《일제강점기 언론사 연구》
- 《언론학 교육의 길을 묻다》